# Fenómeno Will Rogers
El fenómeno o efecto Will Rogers es una paradoja aparente que ocurre cuando se mueve un elemento de un conjunto a otro conjunto y se comprueba que crece la media de ambos, tras la operación. Este fenómeno está fundamentado en el chiste atribuido al comediógrafo Will Rogers: «When the Okies left Oklahoma and moved to California, they raised the average intelligence level in both states.»  («Cuando un poblador de Oklahoma se desplaza a California, la inteligencia media de ambos estados crece»). 

## Ejemplos numéricos
Considérese los conjuntos R y S
R={1, 2, 3, 4}
S={5, 6, 7, 8, 9}
La media aritmética de R es 2.5, y la media aritmética de S es 7.
Por lo tanto si 5 fuera movido del conjunto S al R, se produciría que:
R={1, 2, 3, 4, 5}
S={6, 7, 8, 9}
Entonces la media aritmética crece en el conjunto R a un valor 3, y la media aritmética de S se incrementa a 7.5.
Se pueden considerar ejemplos más ilustrativos y algo extremos:
R={1, 2}
S={99,10000, 20000}
Con medias aritméticas de 1.5 y 10033, respectivamente. Moviendo 99 desde S a R tenemos que la media 34 y 15000. 99 es de uno a dos órdenes de magnitud. No debe ser en este caso sorpresa que la transferencia de 99 incremente la media de ambos conjuntos R y S.
El elemento a mover entre conjuntos no debe ser el de valor más bajo, considerando el ejemplo:
R=(1, 3, 5, 7, 9, 11, 13)
S=(6, 8, 10, 12, 14, 16, 18)
Moviendo 10 del conjunto S al R crecerá la media del conjunto R de 7 a 7.375, y la media de S desde 12 a 12.333. El efecto ocurre todavía, pero con efectos menos dramáticos.

## Condiciones del efecto
El efecto Will Rogers ocurrirá siempre que se encuentren presentes ambas condiciones:
El movimiento del valor esté por debajo de la media del conjunto origen. Quitándolo de la muestra del conjunto, por definición, crecerá la media del conjunto origen.
El elemento extraído del conjunto origen tenga un valor que esté por encima de la media del conjunto destino. Añadiendo este elemento al conjunto, por definición, hará que crezca la media.
La paradoja aparece cuando alguna gente cree (heurística) que no puede crecer la media de ambos conjuntos simultáneamente al intercambiar  un elemento entre ambos, apareciendo la pregunta: "¿Cómo puedo mover un elemento entre ambos conjuntos y hacer crecer la media de ambos?" Sin embargo bajo la consideración de estos ejemplos, la lógica aparece clara.